# Lawrence Shields
Marion Lawrence Shields, detto Larry (West Chester, 5 marzo 1895 – Marblehead, 19 febbraio 1976), è stato un mezzofondista statunitense, specializzato nei 1500 metri piani.

## Palmarès

### Olimpiadi
- Oro a Anversa 1920 nei 3000 metri piani a squadre.
- Bronzo a Anversa 1920 nei 1500 metri piani.